# Amphisbaena plumbea
Amphisbaena plumbea är en ödleart som beskrevs av  Gray 1872. Amphisbaena plumbea ingår i släktet Amphisbaena och familjen Amphisbaenidae. Inga underarter finns listade i Catalogue of Life.